# Carnegie Hall (Frank Zappa)
Carnegie Hall è un quadruplo album dal vivo del musicista statunitense Frank Zappa e del gruppo The Mothers of Invention, pubblicato postumo nel 2011.

## Tracce

### Disco 1
The Persuasions (support act) Show 1
1. I Just Can't Work No Longer – 2:32
2. Working All the Live Long Day/Chain Gang – 2:20
3. Medley #1 – 7:28
4. Pieces of a Man – 2:53
5. Buffalo Soldier – 4:33
6. Medley #2 – 2:36
7. Medley #3 – 3:14

FZ Show 1
1. Hello (To FOH)/Ready?! (To the Band) – 1:03
2. Call Any Vegetable – 10:36
3. Any Way the Wind Blows – 4:00
4. Magdalena – 6:08
5. Dog Breath – 5:41

### Disco 2
FZ Show 1 (continued)
1. Peaches en Regalia – 4:24
2. Tears Began to Fall – 2:32
3. She Painted Up Her Face/Half a Dozen Provocative Squats/Shove It Right In – 6:32
4. King Kong – 30:25
5. 200 Motels Finale – 3:41
6. Who Are the Brain Police? – 7:08

### Disco 3
FZ Show 2
1. Auspicious Occasion – 2:45
2. Divan: Once Upon a Time – 5:40
3. Divan: Sofa #1 – 3:11
4. Divan: Magic Pig – 1:43
5. Divan: Stick It Out – 4:54
6. Divan: Divan Ends Here – 4:17
7. Pound for a Brown – 6:03
8. Sleeping in a Jar – 2:46
9. Wonderful Wino – 5:46
10. Sharleena – 4:52
11. Cruising for Burgers – 3:17

### Disco 4
FZ Show 2 (continued)
1. Billy the Mountain - Part 1 – 28:33
2. Billy the Mountain - The Carnegie Solos – 13:31
3. Billy the Mountain - Part 2 – 5:37
4. The $600 Mud Shark Prelude – 1:27
5. The Mud Shark – 13:35